# نویکیرشن آندر وکلا
نویکیرشن آندر وکلا (به آلمانی: Neukirchen an der Vöckla) یک منطقهٔ مسکونی در اتریش است که در ناحیه وکلابروک واقع شده‌است. نویکیرشن آندر وکلا ۲۴ کیلومتر مربع مساحت دارد ۵۱۶ متر بالاتر از سطح دریا واقع شده‌است.